# 六四事件期間的女性角色
许多女性参加了六四運動，以推進中国的民主改革。其中柴玲和王超华扮演了学生领袖角色。

## 学生领袖

### 柴玲
柴玲是天安門絕食运动的领导者，也是保衛天安門廣場總指揮部的总指揮。她之所以担任领导职务，是因为她被认为可以緩和男性抗議者之間的爭論，并且她也是北大学生群体与北大籌委會之间的联络人。
5月初，柴玲成为天安門絕食运动领袖。當5月12日开始绝食时，柴玲的演讲成功說服数百名学生自願在絕食參與者名單上簽名。李錄称她的演讲是“绝食抗议者的宣言”。沈彤認為柴玲是一个有魅力的领导者，曾經評價柴玲的演講：「她的演讲会让你感动得流泪」。
5月13日，柴玲參加學生與中共中央统战部部长阎明复之間的會談。閻明復會談的目的是听取学生的意见，并说服学生在米哈伊尔·戈尔巴乔夫訪華抵达天安門廣場之前能撤出廣場。柴玲于5月15日成为天安門絕食指揮部總指揮。5月18日，许多学生领袖打算结束绝食抗议，因为他们担心政府会对学生实施戒严。于是学生領袖決定讓學生們集体投票，以决定是否应结束绝食，有许多人投票赞成就结束絕食。

### 王超华
王超华是北京高校学生自治联合会成員。她批评绝食运动，并说服柴玲取消绝食运动。因為担心绝食会“激起中共强硬的反应，并有可能导致流血事件”。但是柴玲認為：“绝食是学生自发发起的，没有人有权阻止它。”
王超华也参加了5月13日學生与閻明復之間的會談，公开讨论了学生对绝食的看法。她还与王丹和吾爾開希·多萊特一起参加了5月14日的会议，会议得出结论，无论学生是否撤出天安門廣場，中共都不会在天安门广场举行戈尔巴乔夫訪華的欢迎仪式。当天，王超华與戴晴以及其他11名知识分子于浩成、李洪林、温元凯、李泽厚、李陀、 严家其、刘再复、包遵信、蘇曉康、苏炜和麦天枢打算说服学生停止絕食。王超华大哭，并要求知识分子利用他们的影响力说服绝食者离开广场。戴晴和知识分子试图阻止絕食学生，但没有成功。 
在王超华1999年2月21日與王丹和李民骐訪談中曾说，如果没有发生绝食，六四运动的結果本来可以“减少灾难”。

## 知识分子

### 戴晴
戴晴是光明日报的记者，叶剑英的养女。曾在中国人民大学发表讲话，“（1989年）民主运动标志着中国探尋民主進入新的阶段”。戴晴参加了与王超华和其他11位知识分子於5月14日舉行的會談。戴建议大家直接与学生谈判，以结束绝食抗议。戴晴還打电话给统战部，表示知识分子愿意说服学生停止绝食，并要求允许知识分子在人民大会堂与学生领袖见面。戴晴和其他人起草了《我们对今天局势的紧急呼吁》。戴晴在统战部發出了“紧急呼吁”，并向学生大声呼吁：
如果我们要打破这种僵局，政府和学生都需要做出让步。 政府应首先让步，其次是学生。至于讓步条件，如果学生愿意相信我们，那麼我们就准备向政府施压。
但是，戴晴无法说服学生停止绝食。 戴在《天安门愚人：监狱回忆录和其他著作》（Tiananmen Follies: Prison Memoirs and Other Writings）的回忆录中提到，“當時她的地位和声誉不足以影响絕食学生的行为。”她和其他知识分子无法解决天安门广场的絕食危机。   

## 另見
- 天安门母亲
- 中华人民共和国被捕政治犯列表